# Hypersonic Technology Vehicle 2

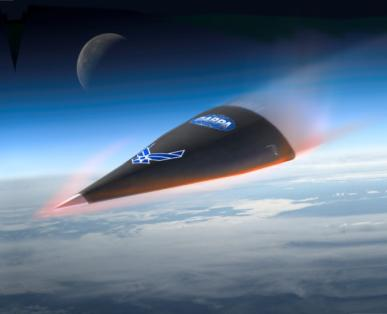
Vue d'artiste de l'HTV-2 en vol supersonique.

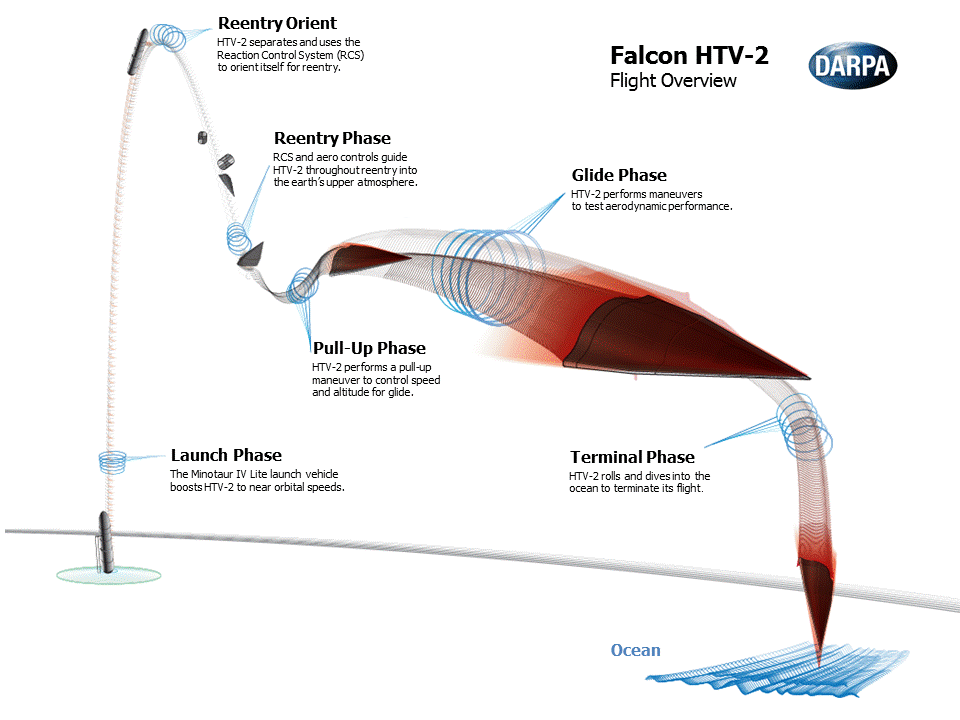
Profil de vol.

Le Hypersonic Technology Vehicle 2 (HTV-2) est un planeur hypersonique sans pilote capable d'atteindre Mach 20. Développé par le DARPA, l'objectif du démonstrateur est de fournir aux États-Unis la possibilité  de détruire une cible n'importe où sur Terre en une heure. Lancé par un lanceur Minotaur IV depuis la Vandenberg Air Force Base, il a comme objectif 16 677 km de distance rectiligne franchissable et 5 560 km de déviation latérale.
Son premier vol a lieu le 22 avril 2010 et n'est pas un succès. Lors du second vol, le 11 août 2011, le contact est perdu. Il n'y a pas de 3e vol annoncé.